# Stadtarchiv Uelzen
Das Stadtarchiv Uelzen ist das kommunale Archiv der niedersächsischen Stadt Uelzen.

## Beschreibung
In dem Archiv wird das Archivgut der Stadt Uelzen, ihrer Rechtsvorgänger und ihrer Ortsteile archiviert und zur Einsicht für Nutzer vorgehalten.
Mit Hilfe des Stadtarchivs sind Veröffentlichungen über historische Abläufe der Verwaltung, über den Straßenbau, die Ortsentwicklung, die Entwicklung des Schulwesens der Stadt u. a. möglich.
Leiterin des Stadtarchivs ist seit 1. März 2017 Christine Böttcher.

## Bestände (Auswahl)
Die Bestände beinhalten eine Urkundensammlung, Magistratsakten (Altbestand bis ca. 1850), Magistratsakten (Neubestand ab ca. 1850), Nachlässe, Personenstandsregister und die Allgemeine Zeitung.
Die Präsenzbibliothek umfasst ca. 3000 Bücher und Zeitschriften zur regionalen und überregionalen Geschichte.
Dazu gehören
- Heidewanderer (1949–1977, laufend seit 1979)
- Heimatkalender für Stadt und Kreis Uelzen (1929–1941, laufend seit 1949)
- Uelzener Beiträge